# Delfino Pescara 1936 2022-2023
Questa voce raccoglie le informazioni riguardanti il Delfino Pescara 1936 nelle competizioni ufficiali della stagione 2022-2023.

## Stagione
Nella stagione 2022-2023 il Pescara disputa il girone C del campionato di Serie B, raccoglie 65 punti con il terzo posto. Grazie al piazzamento salta i primi due turni a gironi dei Play-off, entrando in scena nel primo turno nazionale, nel quale incrocia la Virtus Verona, pareggio (2-2) in Veneto e vittoria (3-1) all'Adriatico, nel secondo turno vince entrambe le gare con l'Entella, in semifinale il Pescara affronta il Foggia, entrambe le gare terminano con lo stesso punteggio (2-2), ai calci di rigore i satanelli vincono (3-4). In campionato il Pescara ottiene 38 punti nel girone di andata, poi nel girone di ritorno perde terreno, raccoglie solo 27 punti, a fine febbraio, dopo la sconfitta (1-0) di Cerignola, viene sostituito il tecnico Alberto Colombo e richiamato in panchina Zdenek Zeman, che nel finale di torneo blinda il terzo posto e disputa i Play-off. Nella Coppa Italia di Serie C il Pescara supera il primo turno con un (6-0) rifilato alla Vis Pesaro, poi viene eliminato nel secondo turno perdendo (0-1) contro il Gubbio. Protagonista della stagione degli abruzzesi l'argentino Facundo Lescano, preso dall'Entella che firma 19 reti in campionato ed 1 in Coppa Italia.

## Divise e sponsor
La tradizionale maglia del Pescara è biancoazzurra a strisce verticali, con calzoncini e calzettoni bianchi.
I Main Sponsor del Pescara di questa stagione sono: Sial, Liofilchem e Tecno Rex. Mentre lo Sponsor tecnico è Erreà.

## Rosa
Rosa aggiornata al 27 gennaio 2023.
| N. |                      | Ruolo | Calciatore           |
| -- | -------------------- | ----- | -------------------- |
| 1  | Italia (bandiera)    | P     | Daniele Sommariva    |
| 2  | Italia (bandiera)    | D     | Lorenzo Milani       |
| 3  | Italia (bandiera)    | D     | Alessandro Crescenzi |
| 5  | Italia (bandiera)    | C     | Luca Palmiero        |
| 6  | Italia (bandiera)    | C     | Emmanuel Gyabuaa     |
| 7  | Albania (bandiera)   | C     | Aristidi Kolaj       |
| 8  | Italia (bandiera)    | C     | Salvatore Aloi       |
| 9  | Italia (bandiera)    | A     | Edoardo Vergani      |
| 10 | Argentina (bandiera) | A     | Facundo Lescano      |
| 11 | Italia (bandiera)    | A     | Marco Delle Monache  |
| 13 | Italia (bandiera)    | D     | Riccardo Brosco      |
| 14 | Italia (bandiera)    | C     | Marco D'Aloia        |
| 17 | Italia (bandiera)    | D     | Davide De Marino     |
| 17 | Tunisia (bandiera)   | A     | Hamza Rafia          |

| N. |                       | Ruolo | Calciatore          |
| -- | --------------------- | ----- | ------------------- |
| 18 | Slovenia (bandiera)   | D     | Matija Boben        |
| 19 | Italia (bandiera)     | C     | Luca Mora           |
| 20 | Albania (bandiera)    | C     | Erdis Kraja         |
| 21 | Italia (bandiera)     | A     | Jacopo Desogus      |
| 22 | Italia (bandiera)     | P     | Alessandro Plizzari |
| 23 | Italia (bandiera)     | D     | Filippo Pellacani   |
| 24 | Slovacchia (bandiera) | D     | Ivan Mesik          |
| 27 | Italia (bandiera)     | A     | Luigi Cuppone       |
| 28 | Italia (bandiera)     | D     | Gianmarco Ingrosso  |
| 29 | Italia (bandiera)     | D     | Tommaso Cancellotti |
| 31 | Italia (bandiera)     | P     | Andrea D'Aniello    |
| 72 | Italia (bandiera)     | D     | Matteo Saccani      |
| 88 | Italia (bandiera)     | C     | Gianluca Germinario |
|    | Italia (bandiera)     | C     | Simone Madonna      |

## Organigramma societario
Area direttiva
- Presidente: Daniele Sebastiani
- Presidente onorario: Vincenzo Marinelli
- Vicepresidente: Gabriele Bankowscki
- Direttore sportivo: Luca Matteassi

Area tecnica
- Allenatori: Alberto Colombo poi da marzo Zdenek Zeman
- Viceallenatore: Giuseppe Padovano
- Resp. atletico: Renzo Ricci
- Resp. sanitario: dott.ssa Emanuela Spada

## Calciomercato

### Sessione estiva(dall'1/7 all'1/9)
| Acquisti | Acquisti | Acquisti | Acquisti |
| R.       | Nome     | da       | Modalità |
| -------- | -------- | -------- | -------- |

| Cessioni | Cessioni | Cessioni | Cessioni |
| R.       | Nome     | a        | Modalità |
| -------- | -------- | -------- | -------- |

### Sessione invernale(dal 1/1 al 31/1)
| Acquisti | Acquisti    | Acquisti          | Acquisti   |
| R.       | Nome        | da                | Modalità   |
| -------- | ----------- | ----------------- | ---------- |
| A        | Hamza Rafia | Juventus Next Gen | definitivo |

| Cessioni | Cessioni         | Cessioni          | Cessioni             |
| R.       | Nome             | a                 | Modalità             |
| -------- | ---------------- | ----------------- | -------------------- |
| D        | Davide De Marino | Juventus Next Gen | risoluzione prestito |

## Risultati

### Serie C

#### Girone di andata
| Arbitro: | Tremolada (Monza) |

|             |           |  |
| Lescano 63’ | Marcatori |  |

| Arbitro: | Angelucci (Foligno) |

|                    |           |                      |
| Rosseti 82’ (rig.) | Marcatori | 25’ Mora 27’ Cuppone |

| Arbitro: | Carrione (Castellammare di Stabia) |

|  |           |             |
|  | Marcatori | 65’ Chiricò |

| Arbitro: | Bordin (Bassano del Grappa) |

|  |           |          |
|  | Marcatori | 65’ Mora |

| Arbitro: | Saia (Palermo) |

|  |           |                                              |
|  | Marcatori | 43’ Lescano 55’ Milani 78’ Kraja 86’ Vergani |

| Arbitro: | Giaccaglia (Jesi) |

|                          |           |                                |
| Mora 23’ Cancellotti 75’ | Marcatori | 80’ Di Paolantonio 88’ Carlini |

| Arbitro: | Arena (Torre del Greco) |

|            |           |                                       |
| Matino 30’ | Marcatori | 7’ Lescano 45+1’ Cuppone 90+5’ Crecco |

| Arbitro: | Scarpa (Collegno) |

|                                       |           |  |
| Cuppone 12’ Lescano 38’ (rig.), 45+1’ | Marcatori |  |

| Arbitro: | Ubaldi (Roma) |

|                  |           |          |
| Rizzo 14’ (rig.) | Marcatori | 21’ Aloi |

| Arbitro: | Emmanuele (Pisa) |

|                                |           |  |
| Lescano 40’ (rig.) Vergani 68’ | Marcatori |  |

| Arbitro: | Tremolada (Monza) |

|            |           |                         |
| Maselli 5’ | Marcatori | 25’ Lescano 75’ Cuppone |

| Arbitro: | Calzavara (Varese) |

|                                  |           |                   |
| Cancellotti 84’ (rig.) Kolaj 88’ | Marcatori | 90+5’ Kyeremateng |

| Arbitro: | Bordin (Bassano del Grappa) |

|             |           |  |
| Vergani 32’ | Marcatori |  |

| Arbitro: | Saia (Palermo) |

|                                   |           |                                   |
| Cuppone 89’ (aut.) Ercolano 90+4’ | Marcatori | 21’ Brosco 64’ Mora 90+2’ Gyabuaa |

| Arbitro: | Di Marco (Ciampino) |

|  |           |                              |
|  | Marcatori | 5’ Šitum 56’, 80’ Martinelli |

| Arbitro: | Centi (Terni) |

|                                  |           |                                |
| Cardoselli 11’, 44’ Patierno 72’ | Marcatori | 64’ (rig.) Lescano 80’ Cuppone |

| Arbitro: | Kumara (Verona) |

|  |           |                             |
|  | Marcatori | 34’ Manetta 45+1’ Tommasini |

| Arbitro: | Petrella (Viterbo) |

|              |           |                        |
| Vassallo 87’ | Marcatori | 2’ Vergani 36’ Desogus |

| Arbitro: | Di Francesco (Ostia Lido) |

|  |           |                     |
|  | Marcatori | 63’ (rig.) D'Angelo |

#### Girone di ritorno
| Arbitro: | Emmanuele (Pisa) |

|            |           |  |
| Kanoute 8’ | Marcatori |  |

| Arbitro: | Pirrotta (Barcellona Pozzo di Gotto) |

|                                 |           |                                       |
| Cancellotti 21’ (rig.) Mora 27’ | Marcatori | 72’ (rig.) F. Margiotta 76’ Sannipoli |

| Arbitro: | Tremolada (Monza) |

|            |           |  |
| Vitale 82’ | Marcatori |  |

| Arbitro: | Crezzini (Siena) |

|                   |           |  |
| Delle Monache 90’ | Marcatori |  |

| Arbitro: | Perri (Roma) |

|  |           |                                                                |
|  | Marcatori | 9’ Ogunseye 40’ Schenetti 45+1’ (aut.) Cancellotti 86’ Beretta |

| Viterbo 1º febbraio 2023, ore 14:30 CET 25ª giornata | Monterosi Tuscia | 0 – 0 referto | Pescara | Stadio Enrico Rocchi (130 spett.)\| Arbitro: \| Saia (Palermo) \| |
| Arbitro:                                             | Saia (Palermo)   |               |         |                                                                   |

| Arbitro: | Calzavara (Varese) |

|                                                           |           |  |
| Vergani 17’ Merola 34’, 88’ Delle Monache 48’ Lescano 78’ | Marcatori |  |

| Andria 12 febbraio 2023, ore 17:30 CET 27ª giornata | Fidelis Andria    | 0 – 0 referto | Pescara | Stadio degli Ulivi (2 205 spett.)\| Arbitro: \| Giordano (Novara) \| |
| Arbitro:                                            | Giordano (Novara) |               |         |                                                                      |

| Arbitro: | Cherchi (Carbonia) |

|            |           |                  |
| Merola 51’ | Marcatori | 90+4’ Sorrentino |

| Arbitro: | Fiero (Pistoia) |

|                |           |  |
| Capomaggio 23’ | Marcatori |  |

| Arbitro: | Zanotti (Rimini) |

|                  |           |                       |
| Lescano 42’, 46’ | Marcatori | 71’ Silipo 74’ Zigoni |

| Arbitro: | Petrella (Viterbo) |

|                 |           |                          |
| Cargnelutti 54’ | Marcatori | 45+3’ Brosco 71’ Lescano |

| Arbitro: | Mirabella (Napoli) |

|              |           |  |
| I. Baldé 48’ | Marcatori |  |

| Arbitro: | Delrio (Reggio Emilia) |

|                                  |           |                |
| Merola 54’ Kolaj 61’ Vergani 77’ | Marcatori | 79’ Frascatore |

| Arbitro: | Marotta (Sapri) |

|                                   |           |                  |
| A. Curcio 35’ Cianci 90+1’ (rig.) | Marcatori | 22’, 65’ Lescano |

| Arbitro: | Taricone (Perugia) |

|                                         |           |            |
| Lescano 10’ (rig.), 45’ Merola 14’, 44’ | Marcatori | 89’ Murilo |

| Arbitro: | Arena (Torre del Greco) |

|                               |           |  |
| Tommasini 3’ Bifulco 11’, 56’ | Marcatori |  |

| Arbitro: | Andreano (Prato) |

|                        |           |               |
| Lescano 49’ Brosco 59’ | Marcatori | 12’ De Santis |

| Arbitro: | Catanoso (Reggio Calabria) |

|  |           |                                    |
|  | Marcatori | 31’ (rig.), 58’ Lescano 60’ Merola |

### Play-off

#### Fase Nazionale
| Arbitro: | Cavaliere (Paola) |

|                         |           |                        |
| Danti 44’ Casarotto 69’ | Marcatori | 27’, 80’ Delle Monache |

| Arbitro: | Collu (Cagliari) |

|                           |           |                   |
| Brosco 18’ Kraja 49’, 54’ | Marcatori | 15’ Kristoffersen |

| Arbitro: | Galipò (Firenze) |

|                     |           |            |
| Merola 64’ Aloi 76’ | Marcatori | 7’ Corbari |

| Arbitro: | Saia (Palermo) |

|                              |           |                                    |
| Merkaj 45’ (rig.) Parodi 86’ | Marcatori | 36’, 72’ Cuppone 60’ Delle Monache |

| Arbitro: | Tremolada (Monza) |

|                            |           |                              |
| Petermann 2’ Bjarkason 60’ | Marcatori | 24’ (rig.) Rafia 49’ Lescano |

| Arbitro: | Monaldi (Macerata) |

|                                             |                      |                                                 |
| Cuppone 2’ Desogus 96’                      | Marcatori            | 90+7’ A. Rizzo 115’ Markić                      |
| Mora Cancellotti Rafia Aloi Vergani Desogus | Tiri di rigore 3 – 4 | Markić Garattoni Ogunseye Peralta Vacca Rutjens |

### Coppa Italia Serie C

#### Turni eliminatori
| Arbitro: | Mirabella (Napoli) |

|                                                                    |           |  |
| Kolaj 36’, 47’ (rig.) Tupta 56’ Delle Monache 58’, 69’ Cuppone 84’ | Marcatori |  |

| Arbitro: | De Angeli (Milano) |

|  |           |             |
|  | Marcatori | 78’ Vázquez |

## Statistiche

### Statistiche di squadra
Aggiornate al 19 ottobre 2022
| Competizione         | Punti         | In casa | In casa | In casa | In casa | In casa | In casa | In trasferta | In trasferta | In trasferta | In trasferta | In trasferta | In trasferta | Totale | Totale | Totale | Totale | Totale | Totale | D.R. |
| Competizione         | Punti         | G       | V       | N       | P       | Gf      | Gs      | G            | V            | N            | P            | Gf           | Gs           | G      | V      | N      | P      | Gf     | Gs     | D.R. |
| -------------------- | ------------- | ------- | ------- | ------- | ------- | ------- | ------- | ------------ | ------------ | ------------ | ------------ | ------------ | ------------ | ------ | ------ | ------ | ------ | ------ | ------ | ---- |
| Serie C              | 65            | 19      | 10      | 4       | 5       | 31      | 22      | 19           | 9            | 4            | 6            | 27           | 20           | 38     | 19     | 8      | 11     | 58     | 42     | +16  |
| Coppa Italia Serie C | secondo turno | 2       | 1       | 0       | 1       | 6       | 1       | 0            | 0            | 0            | 0            | 0            | 0            | 2      | 1      | 0      | 1      | 6      | 1      | +5   |
| Playoff Serie C      |               | 3       | 2       | 1       | 0       | 7       | 4       | 3            | 1            | 2            | 0            | 7            | 6            | 6      | 3      | 3      | 0      | 14     | 10     | +4   |
| Totale               | 65            | 24      | 13      | 5       | 6       | 44      | 27      | 22           | 10           | 6            | 6            | 34           | 26           | 46     | 23     | 11     | 12     | 78     | 53     | +25  |

### Andamento in campionato
| Giornata  | 1 | 2 | 3 | 4 | 5 | 6 | 7 | 8 | 9 | 10 | 11 | 12 | 13 | 14 | 15 | 16 | 17 | 18 | 19 | 20 | 21 | 22 | 23 | 24 | 25 | 26 | 27 | 28 | 29 | 30 | 31 | 32 | 33 | 34 | 35 | 36 | 37 | 38 |
| --------- | - | - | - | - | - | - | - | - | - | -- | -- | -- | -- | -- | -- | -- | -- | -- | -- | -- | -- | -- | -- | -- | -- | -- | -- | -- | -- | -- | -- | -- | -- | -- | -- | -- | -- | -- |
| Luogo     | C | T | C | T | T | C | T | C | T | C  | T  | C  | C  | T  | C  | T  | C  | T  | C  | T  | C  | T  | C  | C  | T  | C  | T  | C  | T  | C  | T  | T  | C  | T  | C  | T  | C  | T  |
| Risultato | V | V | P | V | V | N | V | V | N | V  | V  | V  | V  | V  | P  | P  | P  | V  | P  | P  | N  | P  | V  | P  | N  | V  | N  | N  | P  | N  | V  | P  | V  | N  | V  | P  | V  | V  |
| Posizione | 8 | 3 | 6 | 5 | 3 | 3 | 3 | 2 | 3 | 3  | 3  | 3  | 3  | 3  | 3  | 3  | 3  | 3  | 3  | 3  | 3  | 3  | 3  | 3  | 3  | 3  | 3  | 3  | 3  | 3  | 3  | 3  | 3  | 3  | 3  | 3  | 3  | 3  |

Legenda:

Luogo: C = Casa; T = Trasferta. Risultato: V = Vittoria; N = Pareggio; P = Sconfitta.